# Western Union (bedrijf)

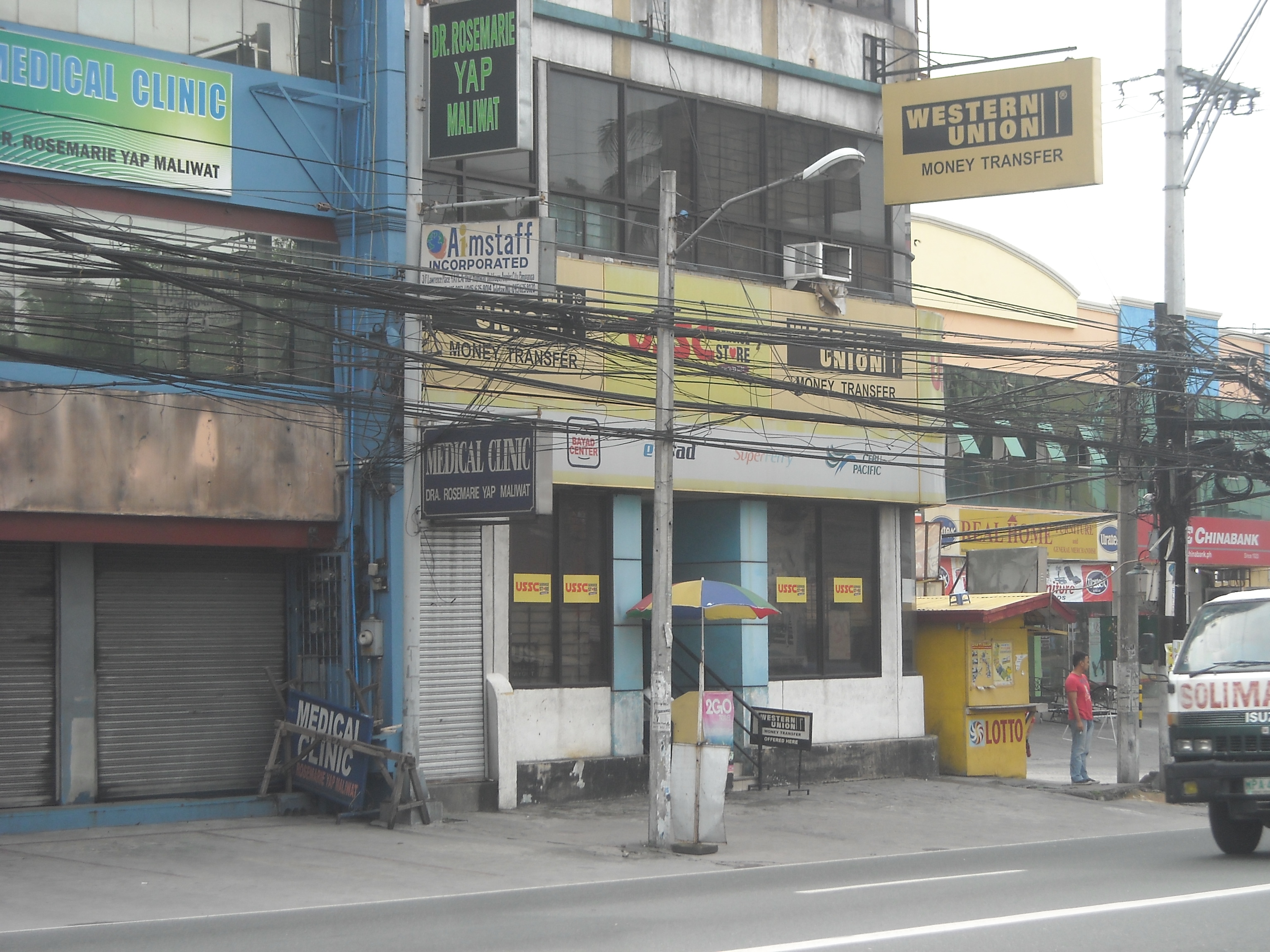
Een Western Unionkantoor op de Filipijnen

Western Union (voluit: The Western Union Company) is een Amerikaanse onderneming gespecialiseerd in financiële dienstverlening en communicatie met hoofdzetel in Denver.

## Geschiedenis
Het bedrijf bestaat sinds halverwege de 19e eeuw. Het was oorspronkelijk een telegrafiebedrijf dat bekendstond als de Western Union Telegraph Company met vanaf de jaren dertig van de 20e eeuw een hoofdkantoor in het 60 Hudson Street te Lower Manhattan, New York. In 1948 verhuisde men naar Upper Saddle River, New Jersey. 
Het bedrijf speelde een belangrijke rol in de trans-Atlantische telegrafiecommunicatie. Hun voormalige kantoor in de Newfoundlandse plaats Bay Roberts is in die context erkend als een National Historic Site of Canada.
Van de jaren 1860 tot de jaren 1980 was het bedrijf in de VS dominant in de telegrafiemarkt en was het een van de pioniers met betrekking tot de telex en overmakingen van geld. Vanaf de jaren 1980 is de focus van het bedrijf volledig verschoven van communicatie naar (internationale) overmakingen van geld.

## Diensten
De bekendste dienst van Western Union is een manier om geld over te maken naar mensen over de hele wereld, zonder tussenkomst van een bank of andere financiële tussenpersoon. Over het algemeen werkt het zo dat een persoon in een bepaald land geld overmaakt en een specifiek filiaal en persoon noemt, waarna de betreffende persoon op vertoon van een paspoort of ander legitimatiebewijs het geld contant kan afhalen, binnen een paar minuten. 
Vanwege de mindere rompslomp met het overmaken van geld wordt Western Union bijvoorbeeld vaak gebruikt in noodsituaties waarbij mensen in andere landen beroofd zijn, of door tijdelijke arbeiders in een ander land die geld overmaken naar hun familie in het buitenland. Dit maakt het echter ook een geliefde betaalmethode voor fraude. De ontvanger is namelijk niet te traceren en de betaling is niet terug te draaien.
De kosten voor Western Union diensten worden volgens schijventarief vastgesteld. Ze zijn afhankelijk van het land van bestemming en het bedrag dat verstuurd wordt.